# 林茲蛋糕
林茲蛋糕（德語：Linzer Torte）是源自奧地利、有著網格花樣的甜點。以奥地利第三大城市林茨命名。在奥地利、匈牙利、瑞士、德国以及蒂罗尔地区都属于传统食品。 

## 概要
林茨蛋糕据称是世界上最古老的蛋糕。已知最古老的食谱，是藏于奥地利维也纳图书馆的1696年版本。
17世紀期間林茲蛋糕便有出現在歷史文件的紀錄，在2005年，上奧地利州博物館圖書館長及同為《如何製作林茲蛋糕》（Wie mann die Linzer Dortten macht）一書作者的瓦爾特勞德（Waltraud Faißner）在阿德蒙特一帶的修道院圖書館Admont Abbey找出存在於1653年的調理文件，在此之前是所能發現最早版本的配方。
此甜點會被稱為林茲的起因未有明確說法，有一說是一位名為約翰·康拉德·沃格爾（Johann Konrad Vogel）的19世紀點心師傅在奧地利林茲一帶地區將此類型甜點給熱賣、而隨後被順勢冠上當地名稱
在19世纪50年代，奥地利旅行家弗朗兹·霍茨胡博（Franz Hölzlhuber）把林茨蛋糕带到了密尔沃基，自此开始在美国传播开来。
在調理方面林茲蛋糕是以麵粉、蛋黃、奶油、桂皮、削碎的檸檬皮、檸檬汁液等材料來製作蛋糕本體，隨後加入榛子、杏仁等堅果於蛋糕中，之後淋上紅加侖或杏子醬之類的甜味果醬於表層，最後表層再以薄麵皮作成交叉格狀的花紋；在烤制之前，常在表面刷上一层薄薄的蛋白；出炉后又撒上薄杏仁片。另外也有名為「林茲之眼」（Linzer Augen）的點心，是將林茲蛋糕製成餅乾大小模樣的尺寸，是林茨蛋糕的微缩版。